# Trichocentrum luridum
Trichocentrum luridum là một loài lan được tìm thấy ở México đến miền bắc Nam Mỹ.

## Hình ảnh

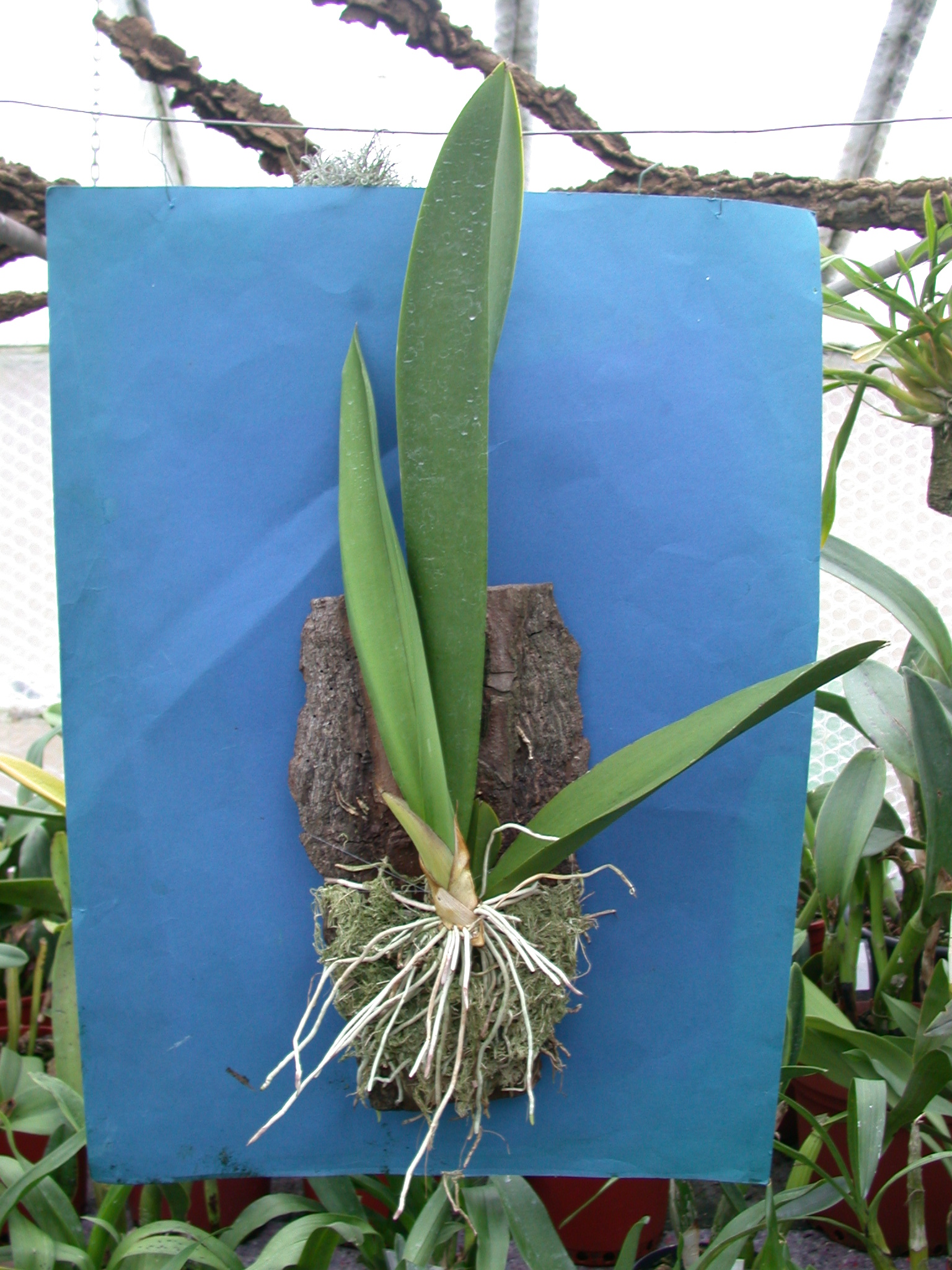
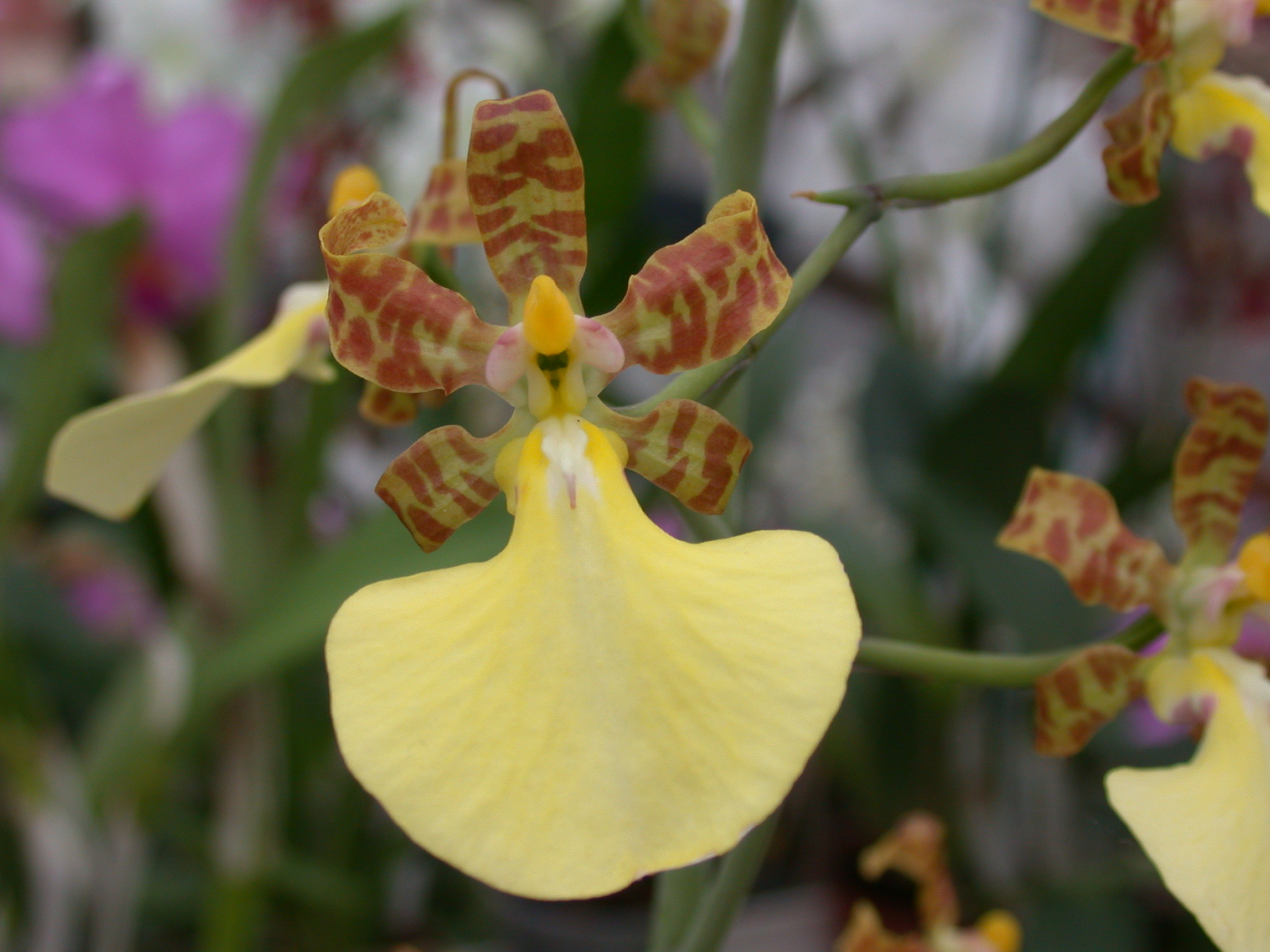
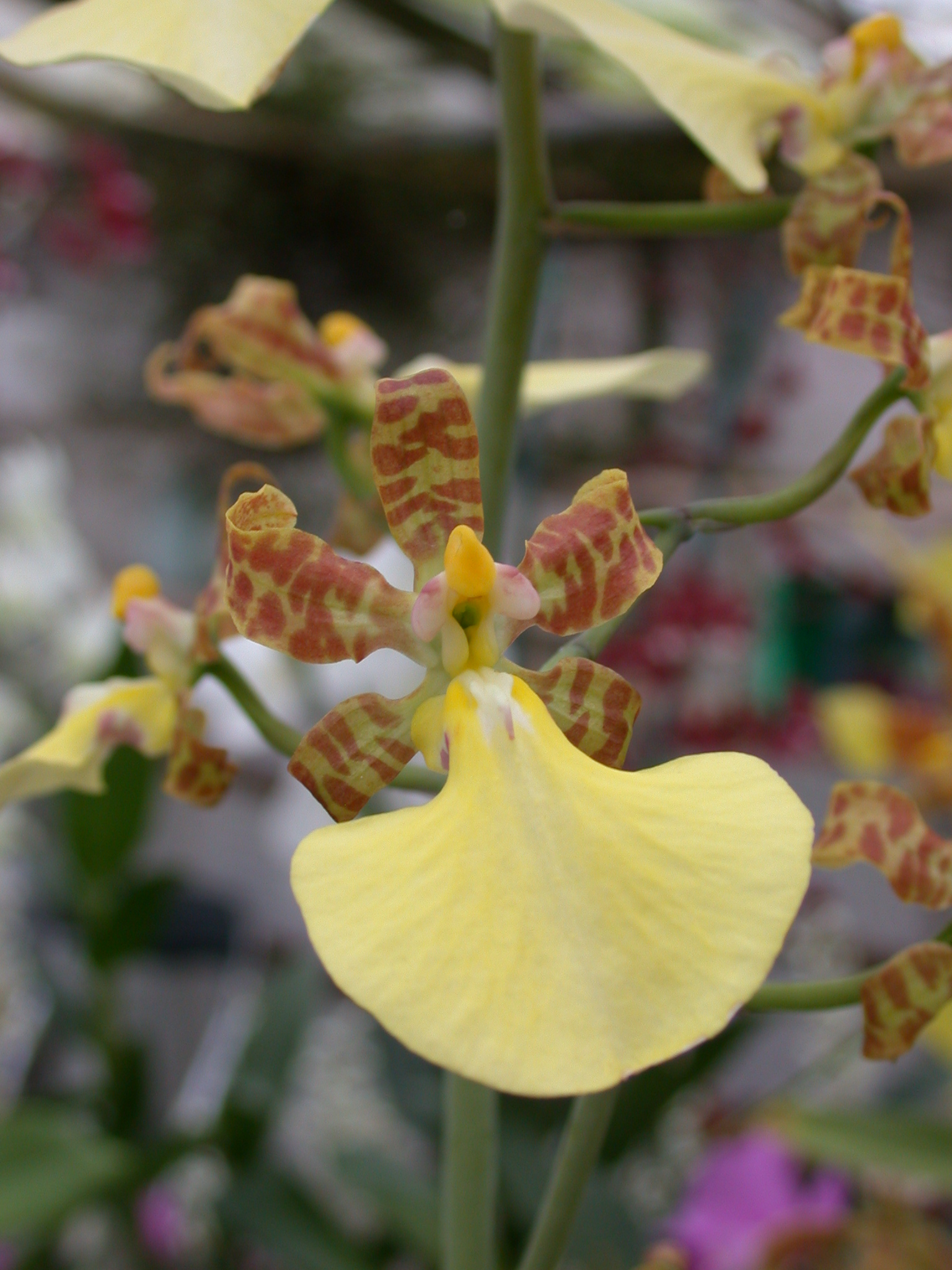
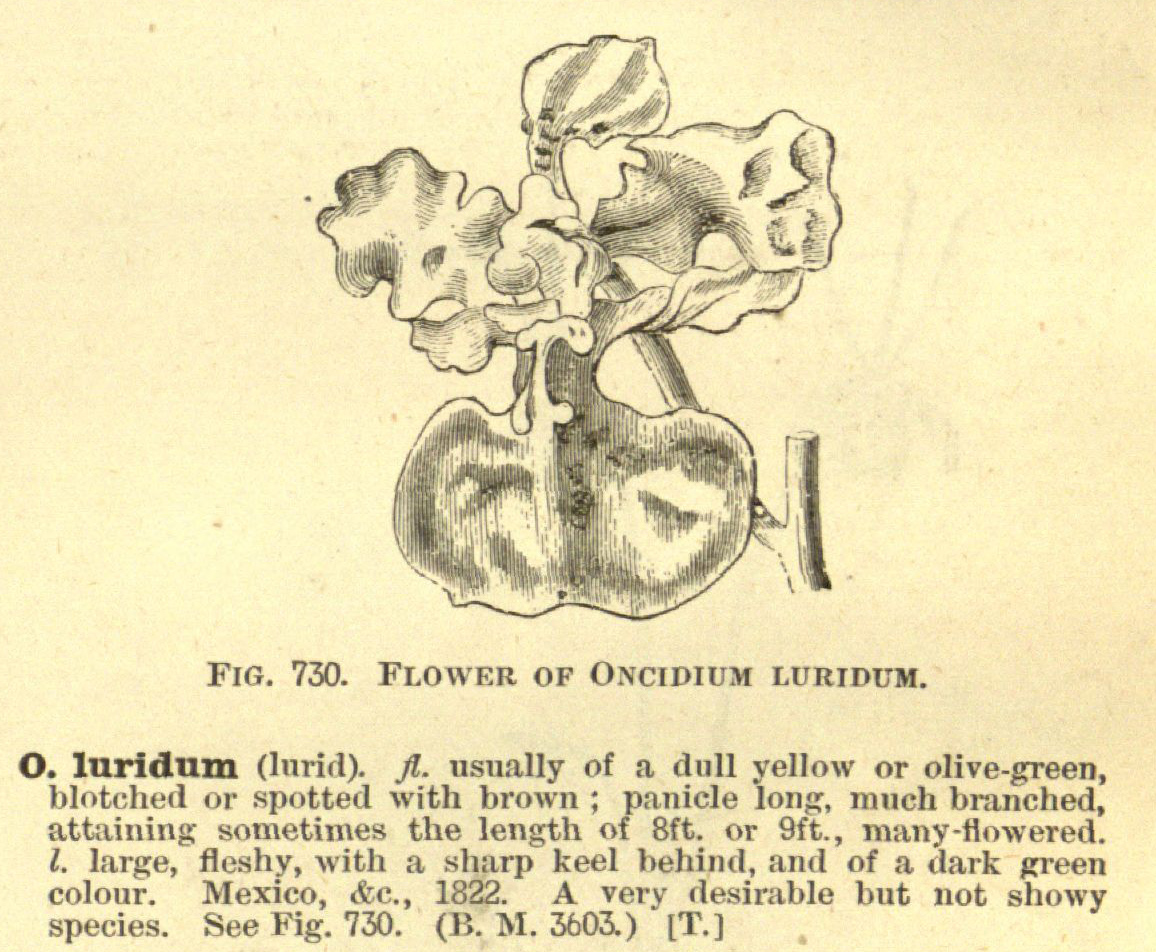